# Estación San Cristóbal
San Cristóbal es una estación ferroviaria ubicada en la localidad homónima, Departamento San Cristóbal, Provincia de Santa Fe, Argentina.

## Servicios
No presta servicios de pasajeros, solo de cargas. Sus vías e instalaciones están a cargo de la empresa estatal Trenes Argentinos Cargas.
Hasta 1993 pasaban por esta estación los trenes de pasajeros de la línea Belgrano que unían Retiro con Resistencia (Tren El Chaqueño), tres o cuatro veces por semana,y Santa Fe con Añatuya, dos veces por semana.

## Historia
El primer ramal que llega a esta zona en 1886, fue inaugurado el 1 de enero de 1887. San Cristóbal que aun no existía como pueblo, tenía su primera estación de cuarta clase -estación muy limitada-, y estuvo al servicio del ferrocarril provincial desde 1887 a 1888, año en que el Ferrocarril Provincial de Santa Fe, es concesionado por Fives-Lille y un año más tarde, transferido a la compañía Francesa F.C.S.F..
La ciudad de San Cristóbal fue poseedora en su historia de dos predios ferroviarios, el predio central, donde se ubican los talleres y actual estación establecido físicamente a partir de 1886, y por otro lado, el predio lateral «Este», establecido físicamente a partir de 1912 donde hoy se ubica el colegio Nacional “Mariano Moreno”.

### Mesa giratoria
Con la llegada a San Cristóbal del ferrocarril provincial, se establece la primera mesa giratoria para locomotoras, (que estaba ubicada en el antiguo depósito dentro de lo que hoy es la playa de los talleres). Ya hacia 1905, con el tendido de la nueva línea que uniría San Cristóbal con Santa Fe vía Laguna Paiva, se moderniza el puente para más tonelaje de esa inicial mesa, que sigue ocupando su misma ubicación. En 1941 el Ministerio de Obras Públicas decreta la construcción de una nueva mesa giratoria/depósito para los Ferrocarriles del Estado, esta vez, se trata de una mesa de 25 metros de diámetro (casi el doble de la inicial), incluyendo obras aledañas como depósito y playa de maniobras, esta nueva mesa estaría lista para su uso en el mismo año que se liquida la obra, es decir en noviembre de 1943. Nace el nuevo predio de depósito, que es el predio que hoy está sito en intersección de calle Belgrano e Hipólito Irigoyen.
Paralelamente a lo que ocurría en el predio del F.C.C.N.A., el Ferrocarril Santa Fe, inaugura su propia estación que al tener la condición de cabecera de línea, requiere la implementación de un depósito y su propia mesa giratoria. Si bien esta mesa/depósito era de uso exclusivo de la compañía francesa Fives-Lille, merece ser incluida en la historia, la misma estaba ubicada a pasos de Av. San Martín sobre la parte norte del predio, funcionó hasta 1942 y fue clausurada. Aún queda en pie el depósito, que actualmente es un corralón para el agro.
Luego de estar abandonada casi 40 años, la empresa Trenes Argentinos restauró y reactivó la mesa el 29 de mayo de 2019 para el uso de giro de locomotoras que aseguran los trenes de cargas.

## Imágenes

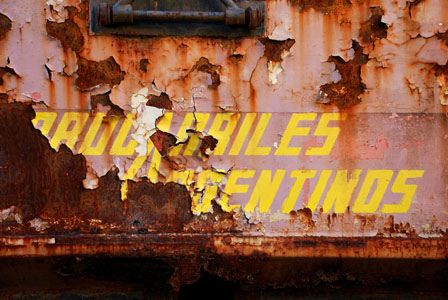
Restos de pintura y logo de Ferrocarriles Argentinos en el lateral de una locomotora radiada y abandonada en los talleres ferroviarios
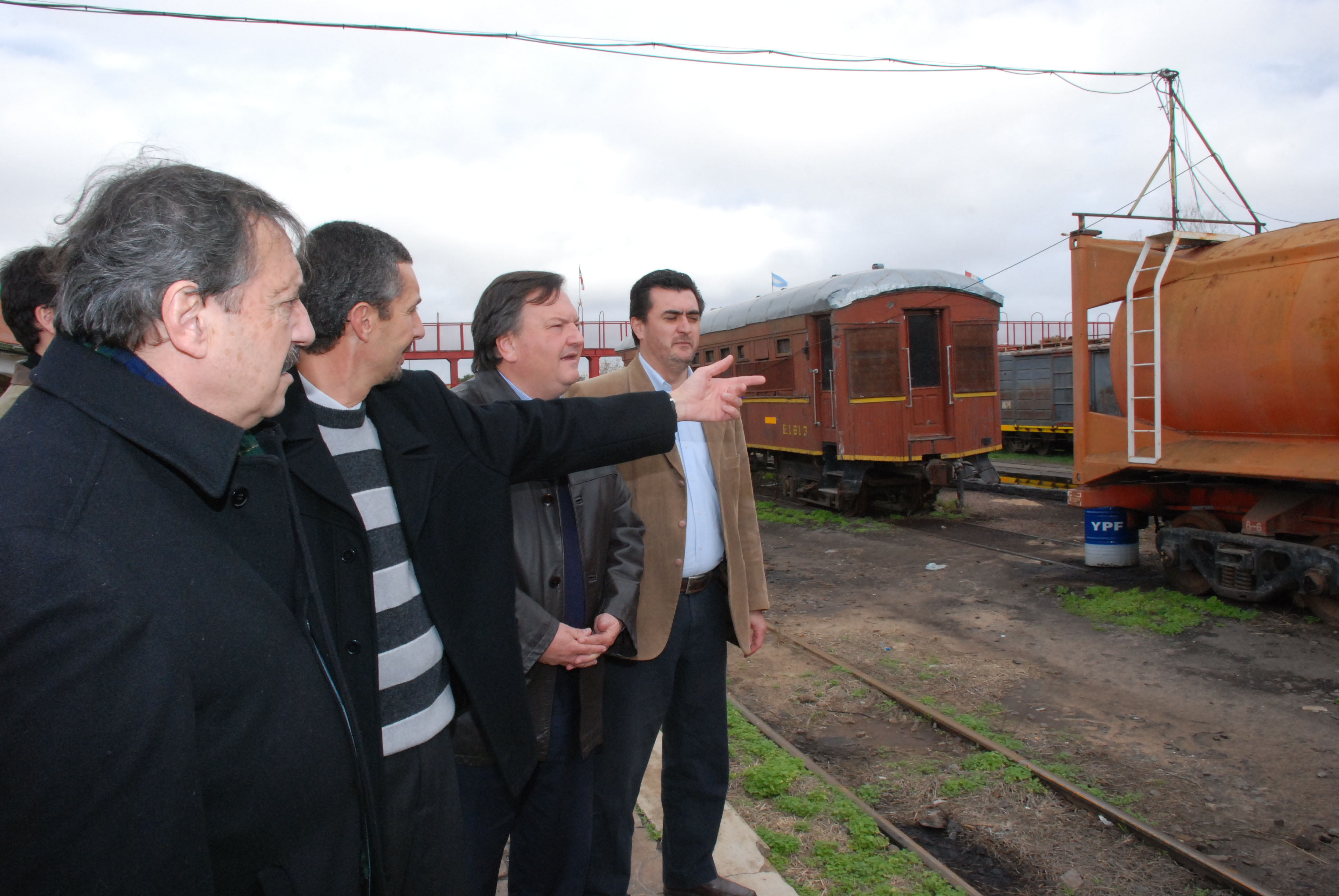
Ricardo Alfonsín en San Cristóbal en 2011
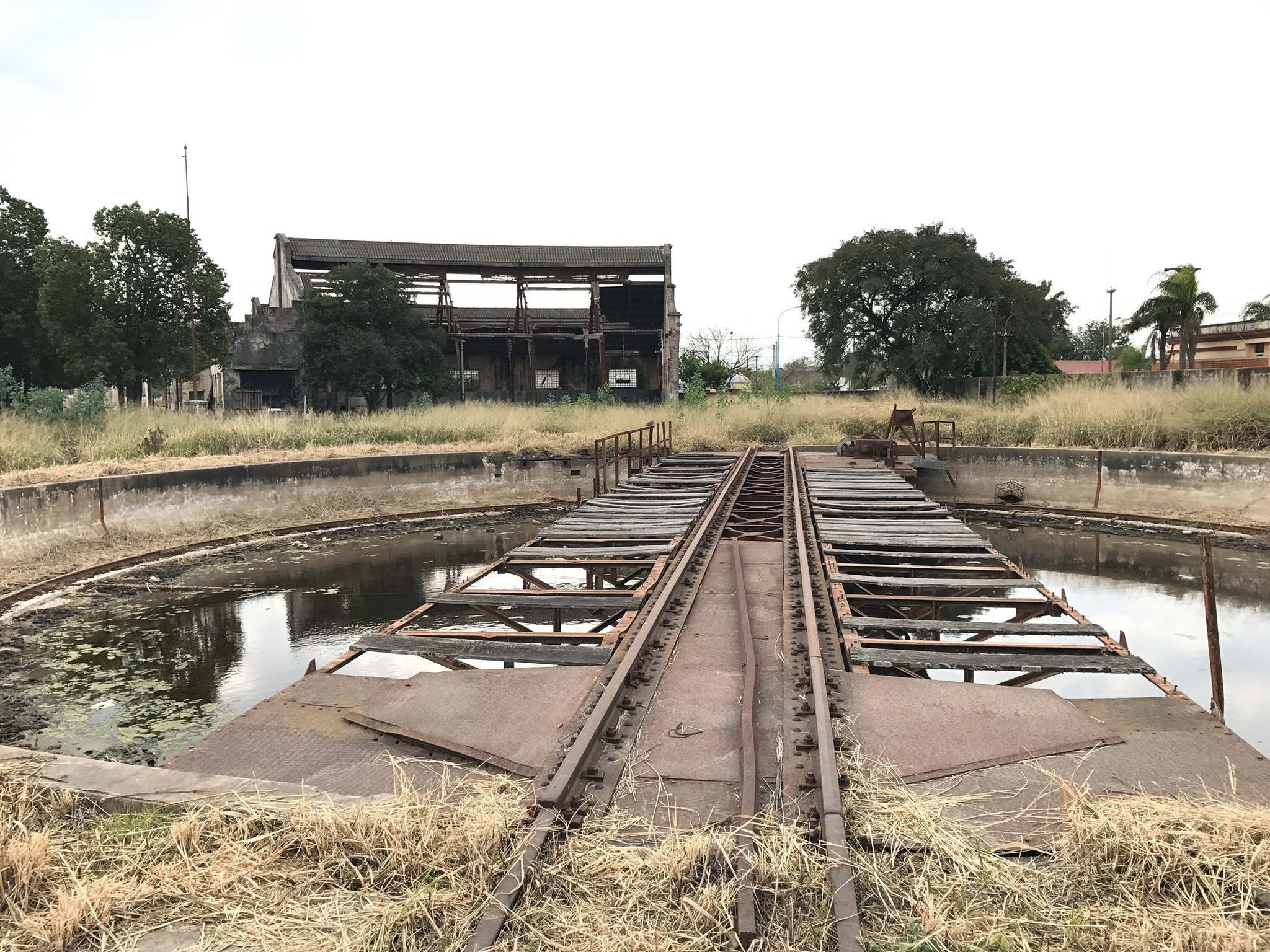
Mesa giratoria ubicada en el predio